# فیصل بن احمد
فیصل بن احمد (عربی: فیصل بن أحمد؛ زادهٔ ۷ مارس ۱۹۷۳) یک بازیکن فوتبال اهل تونس است.